# 六ヶ所村立千歳平小学校
六ヶ所村立千歳平小学校（ろっかしょそんりつ ちとせたいしょうがっこう）は、青森県上北郡六ヶ所村大字倉内にある公立小学校。

## 概要
- 本校は、むつ小川原工業開発により、創立された学校である[1]。

## 児童数
2023年（令和5年）5月1日現在
| 学年 | 1年 | 2年 | 3年 | 4年 | 5年 | 6年 | 特別支援   | 合計 |
| ---- | --- | --- | --- | --- | --- | --- | ---------- | ---- |
| 学級 | 1   | 1   | 1   | 1   | 1   | 1   | 2          | 8    |
| 生徒 | 6   | 11  | 15  | 6   | 9   | 13  | （2） 内数 | 60   |

## 沿革
- 1977年（昭和52年）4月1日 - 千歳小学校が廃止され、本校開校[3]。校章、校旗制定。
- 1978年（昭和53年）
  - 3月1日 - PTA設立。開校祝賀式典及び祝賀会挙行。第1回卒業式挙行。最初の卒業生は20名。
  - 8月 - 開校記念庭園完成。
- 1979年（昭和54年）
  - 5月 - グランド開き。桜植樹。
  - 8月 - 校庭に野球用ベンチ取り付け。
- 1980年（昭和55年）12月 - 「若竹寮」設置し、開寮。この寮は、豊原地区から通う小中学生と笹崎地区から通う中学生の冬季（12月～翌年3月）寮として開寮した。
- 1982年（昭和57年）
  - 9月x日 - 物置小屋新築。
  - 9月22日 - 校地内に、気象庁六ヶ所地域性観測所アメダス設置。
- 1983年（昭和58年）
  - 3月 - 冬季寮「若竹寮」廃止。
  - 4月8日 - 給食センター完成により、六ヶ所村内小中学校の完全給食開始。
  - 5月26日 - 12時頃に発生した日本海中部地震により、児童が校庭に避難。
  - 6月18日 - 校歌制定。
  - 12月 - 体育館に校歌掲額。
- 1984年（昭和59年）
  - 4月1日 - 鷹架小学校を統合。
  - 4月x日 - 40人学級実施に伴い、図書室を普通教室に改造。
  - 9月 - 千歳平青年団より、紅白幕2張寄贈される。
  - 10月 - 給食調理室を家庭科実習室に改造。
- 1986年（昭和61年）
  - 3月 - 音楽室を普通教室に改造。
  - 4月29日 - 創立10周年記念式典挙行、祝賀会開催。
  - 10月8日 - 青森県へき地・複式教育研究会会場校として公開発表を行う。
- 1987年（昭和62年）
  - 1月 - 4教室増築並びに暖房用機械室増設。
  - 4月 - 校舎増築工事後の校舎周囲整地作業。
  - 6月 - 校門東側フェンス改修工事実施。焼却炉設置。
- 1989年（平成元年）
  - 4月 - 体育館後方壁面改修完成。
  - 8月 - 教室床タイル張り替え。
- 1991年（平成3年）
  - 8月 - グランド第2期工事、校舎南側方面一部工事終了。
  - 9月28日 - 台風19号の影響により、体育館屋根と屋上フェンスが全壊。その影響で、臨時休校の措置を採った。
- 1992年（平成4年）
  - 5月 - 屋上フェンス工事終了。
  - 6月 - 飼育小屋「にじのハウス」完成。
  - 7月 - 正面玄関のタイル張り替え完了。
  - 8月10日 - 校庭暗渠排水第3期工事終了。
  - 9月 - 正面玄関上にスピーカー設置。
  - 10月5日 - 文部省指定生活科公開発表（1年目）。
- 1993年（平成5年）
  - 8月 - 校庭遊具塗装作業完了。
  - 9月30日 - 文部省指定生活科公開発表（2年目）。
  - 11月 - 「にじのハウス」移転工事完了。
- 1994年（平成6年）
  - 4月 - 豊前・豊栄地区児童を、水喰小学校へ転籍（移管）。
  - 5月18日 - ちとせたい学級（情緒障害学級）開級式。同月、新校舎通路工事完了。
  - 11月13日 - 校地内に設置していた気象庁六ヶ所地域性観測所アメダス設置終了。
- 1996年（平成8年）
  - 5月 - 国旗掲揚塔新設。
  - 6月 - 20周年記念植樹（かつら）。
  - 10月27日 - 創立20周年記念式典挙行。記念祝賀会開催。記念事業として、「パソコン通信システム」。
- 2000年（平成12年）4月1日 - 笹原小学校と統合。
- 2006年（平成18年）10月8日 - 創立30周年記念式典挙行、祝賀会開催。
- 2010年（平成22年）6月21日 - 電子情報ボード設置。
- 2012年（平成24年）10月 - 非常用電源設備設置。
- 2016年（平成28年）11月12日 - 創立40周年記念式典挙行、祝賀会開催。
- 2020年（令和2年）6月1日 - 新校舎造成工事着工。
- 2022年（令和4年）4月 - 新校舎での教育活動開始。

## 通学区域
- 千歳・豊原・睦栄・千歳平・庄内・笹崎・六原・端[4][5]

## 進学先中学校
- 六ヶ所村立第二中学校（2020年4月から[5]）
- 六ヶ所村立千歳中学校（2020年3月まで）

## 周辺
- むつ小川原港管理事務所
- 六ヶ所村国民健康保険千歳平診療所

## 参考資料
- 『強調融和 創立二十周年記念誌』（六ヶ所村立千歳平小学校・1996年10月27日発行）30頁「千歳平小学校創立20周年記念誌」
  - 27頁「千歳平小学校沿革概要図」
  - 28頁～48頁「●千歳平小学校創立20年 校史」
- 『六ヶ所村史 年表』（六ヶ所村史刊行委員会・1997年4月30日発行）164頁～202頁「年表 六ヶ所村の出来事」